# Roy Kirkwood McConnell
Roy Kirkwood McConnell, kanadski letalski častnik, vojaški pilot in letalski as, * 19. december 1898.
Nadporočnik McConnell je v svoji vojaški službi dosegel 7 zračnih zmag.

## Življenjepis
Med prvo svetovno vojno je bil od maja 1917 pripadnik Kraljevega letalskega korpusa.
12. novembra 1917 je bil dodeljen 46. eskadrilji, kjer je dosegel vseh svojih 7 zračnih zmag s Sopwith Camel.

## Odlikovanja
- Distinguished Flying Cross (DFC)